# Supercoupe d'Allemagne de football 1989
La Supercoupe d'Allemagne 1989 (allemand : DFB-Supercup 1989) est la troisième édition de la Supercoupe d'Allemagne, épreuve qui oppose le champion d'Allemagne au vainqueur de la Coupe d'Allemagne. Disputée le 25 juillet 1989 au Fritz-Walter-Stadion de Kaiserslautern devant 16 000 spectateurs, la rencontre est remportée par le Borussia Dortmund aux dépens du Bayern Munich.

## Feuille de match
| 25 juillet 1989           | Bayern Munich                                 | 3-4   | Borussia Dortmund                          | Fritz-Walter-Stadion, Kaiserslautern                 |                                                      |
| Historique des rencontres | McInally 21e · Grahammer 42e · Mihajlović 66e | (2-1) | 40e 56e Breitzk · 64e Wegmann · 88e Möller | Spectateurs : 16 000 Arbitrage : Hans-Peter Dellwing | Spectateurs : 16 000 Arbitrage : Hans-Peter Dellwing |

| Munich | Dortmund |

| Gardien de but |  | Raimond Aumann     |  |     |
| D              |  | Klaus Augenthaler  |  |     |
| D              |  | Roland Grahammer   |  |     |
| D              |  | Jürgen Kohler      |  |     |
| M              |  | Stefan Reuter      |  |     |
| M              |  | Hans-Dieter Flick  |  | 46e |
| M              |  | Olaf Thon          |  |     |
| M              |  | Ludwig Kögl        |  |     |
| M              |  | Hans Pflügler      |  |     |
| A              |  | Alan McInally      |  |     |
| A              |  | Radmilo Mihajlović |  |     |
| Remplaçants :  |  |                    |  |     |
| M              |  | Hans Dorfner       |  | 46e |
| Entraîneur :   |  |                    |  |     |
| Jupp Heynckes  |  |                    |  |     |

| Gardien de but |  | Wolfgang de Beer   |  | 76e |
| D              |  | Thomas Kroth       |  |     |
| D              |  | Thomas Helmer      |  |     |
| D              |  | Michael Schulz     |  |     |
| M              |  | Günter Breitzke    |  |     |
| M              |  | Michael Zorc       |  |     |
| M              |  | Andreas Möller     |  |     |
| M              |  | Murdo MacLeod      |  | 46e |
| M              |  | Michael Rummenigge |  |     |
| A              |  | Jürgen Wegmann     |  |     |
| A              |  | Martin Driller     |  |     |
| Remplaçants :  |  |                    |  |     |
| D              |  | Günter Kutowski    |  | 46e |
| Gardien de but |  | Rolf Meyer         |  | 76e |
| Entraîneur :   |  |                    |  |     |
| Horst Köppel   |  |                    |  |     |